# Olivia Coffey

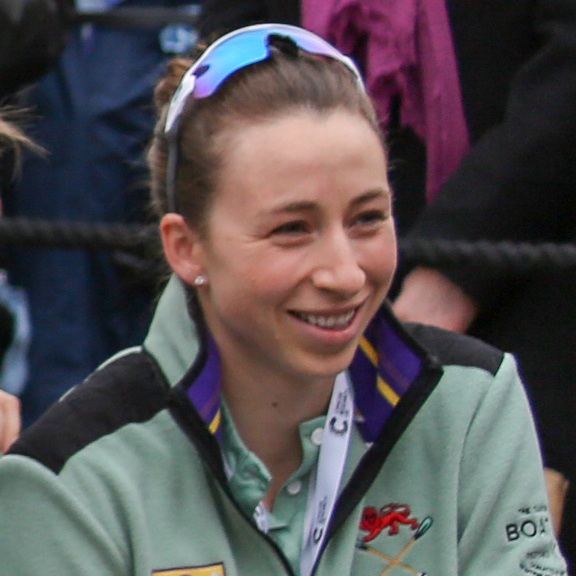
Olivia Coffey – 2018

Olivia Coffey (* 29. Januar 1989 in Elmira, New York) ist eine US-amerikanische Ruderin. Sie war 2013 Weltmeisterin im Vierer ohne Steuerfrau, 2015 im Doppelvierer und 2018 im Achter.

## Sportliche Karriere
Coffey gewann bei U23-Weltmeisterschaften mit dem Achter einen kompletten Medaillensatz: Silber 2009, Gold 2010 und Bronze 2011. 2013 nahm sie bei den Weltmeisterschaften 2013 in Chungju erstmals an Weltmeisterschaften in der Erwachsenenklasse teil. Zusammen mit Emily Huelskamp, Tessa Gobbo und Felice Mueller gewann sie den Titel im Vierer ohne Steuerfrau.
2014 wechselte sie vom Riemenrudern zum Skull. Zusammen mit Grace Latz, Tracy Eisser und Felice Mueller belegte sie bei den Weltmeisterschaften in Amsterdam den dritten Platz hinter den Booten aus Deutschland und China. 2015 siegte Coffey im Ruder-Weltcup im Vierer ohne Steuerfrau und im Achter. Bei den Weltmeisterschaften 2015 auf dem Lac d’Aiguebelette kehrte Coffey in den Doppelvierer zurück. Zusammen mit Amanda Elmore, Tracy Eisser und Megan Kalmoe gewann sie den Titel vor dem deutschen Doppelvierer.
Nach längerer Pause kehrte Olivia Coffey 2018 in die Rudernationalmannschaft zurück und gewann mit dem Achter den Titel bei den Weltmeisterschaften in Plowdiw. 2019 belegte der Achter aus den Vereinigten Staaten den dritten Platz bei den Weltmeisterschaften in Linz hinter den Booten aus Neuseeland und aus Australien. Im Jahr darauf erreichte der US-Achter den vierten Platz bei den Olympischen Spielen in Tokio. Nach einigen Jahren Pause kehrte Coffey 2024 noch einmal in den Achter zurück. Bei den Olympischen Spielen 2024 erreichte der Achter aus den Vereinigten Staaten die Ziellinie als fünftes Boot.